# Billboard Japan Hot 100
Billboard Japan Hot 100 là bảng xếp hạng đĩa đơn ở Nhật Bản. Nó được biên soạn bởi Billboard và Hanshin Contents Link kể từ tháng 2 năm 2008. Bảng xếp hạng được cập nhật vào thứ tư hàng tuần trên billboard-japan.com (JST), và trên billboard.com thứ ba hàng tuần (UTC).
Bài hát quán quân đầu tiên trên bảng xếp hạng này là "Stay Gold" của Hikaru Utada ngày 16 tháng 1 năm 2008. Trong khi hầu hết các bài hát đạt vị trí quán quân đều là các bài hát tiếng Nhật, có 4 bài hát không phát hành dưới ngôn ngữ tiếng Nhật vẫn đạt được ngôi vị trên. Ca khúc đầu tiên là "Bleeding Love" của Leona Lewis vào ngày 8 tháng 5 năm 2008; ca khúc thứ hai là "Blame It on the Girls" của Mika vào ngày 28 tháng 9 năm 2009; ngày 11 tháng 4 năm 2011, ca khúc "Born This Way" của Lady Gaga là bài hát thứ ba làm được điều trên; và ca khúc thứ tư là "Glad You Came" của The Wanted vào ngày 20 tháng 5 năm 2013. Với bảng xếp hạng ngày 8 tháng 3 năm 2010, "Hitomi no Screen" của Hey! Say! JUMP trở thành ca khúc thứ 100 đạt được vị trí quán quân.

## Cách thức hoạt động của bảng xếp hạng
Từ khi bảng xếp hạng được thành lập năm 2008, đến tháng 12 năm 2010, bảng xếp hạng đã kết hợp dữ liệu bán đĩa CD từ SoundScan Japan, theo dõi doanh số bản thuần bán ra tại các cửa hàng trên khắp Nhật Bản và số liệu phát sóng radio từ 32 trạm phát AM và các đài phát thanh FM tại Nhật có nguồn từ công ty Plantech của Nhật Bản. Vào tháng 12 năm 2010, bảng xếp hạng đã được mở rộng bao gồm doanh số từ các cửa hàng trực tuyến, cũng như doanh số từ iTunes Nhật Bản. Từ tháng 12 năm 2013,  Billboard  đã thêm hai yếu tố bổ sung vào Bảng xếp hạng Hot 100 của Billboard Japan: các tweet liên quan đến các bài hát từ Twitter được thu thập bởi NTT DATA, cũng như dữ liệu từ Gracenote về số lần đĩa CD đã được đăng ký khi được đưa vào máy tính.
Từ ngày 7 tháng 12 năm 2016 trở đi, Billboard Japan đã hợp tác với GfK Nhật Bản để phân phối doanh số kỹ thuật số của từng bài hát trên bảng xếp hạng Hot 100 (từ vị trí số 1 đến số 50) cho công chúng. Bắt đầu vào năm 2017, các công ty sẽ phân phối doanh số từ hơn 3.900 cửa hàng kỹ thuật số trên toàn quốc, bên cạnh các dịch vụ phát trực tuyến với Apple Music, Awa và Line Music và sẽ được quy đổi ra điểm (tương tự với doanh số album tương đương).

## Album
Vào tháng 6 năm 2015, Billboard đã bắt đầu cho ra bảng xếp hạng Japan Hot Albums, dựa trên cách thức hoạt động tương tự với Billboard Japan Hot 100: kết hợp giữa doanh số bán đĩa CD thuần, lượng download kỹ thuật số và lượt tra cứu CD Gracenote. Trước tháng 6 năm 2015, Billboard chỉ xuất bản bảng xếp hạng Japan Top Albums chart: một bảng xếp hạng giống hệt với bảng xếp hạng album của SoundScan Japan, ngoại trừ việc các bản phát hành có nhiều phiên bản (ví dụ: phiên bản CD và CD + DVD) có tổng doanh số được tính gộp vào một bản phát hành. Bảng xếp hạng The Top Albums vẫn tiếp tục được xuất bản cùng với bảng xếp hạng Hot Albums.